# Antiokenska skolan
Antiokenska skolan var en ur den hellenisk-syriska kyrkan framgången teologisk riktning, vars främsta medelpunkt var österns huvudstad, Antiokia i Syrien. 
Man brukar skilja mellan en äldre skola (omkring 270–360), representerad av presbytererna Lukianos från Samosata (död 311 som martyr), Dorotheus av Tyros med flera, samt en yngre, den egentliga, som utgick från Diodoros av Tarsos (död 378), samt företräddes av en skara lärda och skarpsinniga teologer som Kyrillos av Jerusalem (död 386), Johannes Chrysostomos (död 407), Theodoros av Mopsuestia (död 429), Theodoretos (död 457), med flera. Den antiokenska skolan utmärkte sig, i motsats till den alexandrinska, genom en historisk bibeltolkning med förkastande av den allegoriska uttydningen. Dess uppgift var att kritiskt utforska skriftens enkla ordamening samt att grundlägga en biblisk teologi. I frågan om Kristi historiska existens fasthöll antiokenerna verkligheten och väsentligheten av Kristi mänskliga natur och uppenbarelse samt yrkade på ett strängt åtskiljande av de båda naturernas begrepp. Föreningen av det gudomliga och mänskliga i Kristus betraktades endast som en sammanknytning (grekiska synafeia) eller ett Guds fulla inneboende (grekiska enoikesis) i människan Jesus.